# André Corbeau
André Corbeau (* 1. April 1950 in Colombiers-du-Plessis) ist ein ehemaliger französischer Radrennfahrer und nationaler Meister im Radsport.

## Sportliche Laufbahn
Corbeau war im Straßenradsport aktiv. 1964 begann er im Verein „UC Aurillac“ mit dem Radsport. 
Mit Claude Aiguesparses, Jean-Pierre Guitard und Christian Poissenot wurde er 1971 nationaler Meister im Mannschaftszeitfahren. Weitere Siege holte er bei Paris–Auxerre 1971, im Etappenrennen Ruban Granitier Breton 1972 vor Jaime Huélamo, bei Paris–Ézy und Paris–Montargis 1973. Zweiter wurde er 1970 bei Bordeaux–Saintes, Paris–Mantes 1971 und Paris–Vierzon 1973. In der Tour de l’Avenir 1972 kam er auf den 38. Rang.
Von 1973 bis 1977 war Corbeau Berufsfahrer. Danach startete er wieder als Amateur. 1975 wurde er Zweiter im Critérium national hinter Jacques Esclassan und 1977 Dritter im Grand Prix de Plumelec. 1975 und 1977 bestritt er die Tour de France, kam aber bei beiden Rundfahrten jedoch nicht ins Ziel.

## Berufliches
Corbeau betrieb ein Fahrradgeschäft in La Flèche und war später Mechaniker im Radsportteam Saur-Sojasun.